# Aliona Vilani
Aliona Valeriya Kavanagh (Vilani de soltera; Kazajistán, 1 de mayo de 1984, en ruso: Алёна Валерия Вилани) es una bailarina de salón y coreógrafa kazaja.

## Primeros años
Vilani comenzó a aprender ballet cuando tenía cinco años de edad. Se mudó a Rusia con sus padres a los 9 años y comenzó los bailes de salón a los 11 años, continuando con el ballet. En 1997, a los 13 años, se mudó a los Estados Unidos y se unió a la Academia de Baile Kaiser en Brooklyn, Nueva York. En 2001, fue parte del equipo estadounidense de bailes de salón para el Congreso Nacional de Baile que ganó la categoría de Bailes de Salón Amateur.
Vilani se hizo profesional a los 17 años, convirtiéndola en la bailarina más joven en los Estados Unidos en haber hecho aquello. Desde 2006, ha vivido en Los Ángeles donde compitió, actuó y entrenó. Su especialidad es 10 Dance, aunque también es experta en salsa, hip-hop y jazz.

## Carrera

### Carrera temprana
En 2008–2009, apareció en Dancing with the Stars Arena Tour en los Estados Unidos. En 2009, apareció tres veces como bailarina profesional invitada en Dancing with the Stars en Hollywood. En 2014, Vilani apareció en la obra de teatro Licence to Thrill como la principal bailarina femenina.

### Strictly Come Dancing

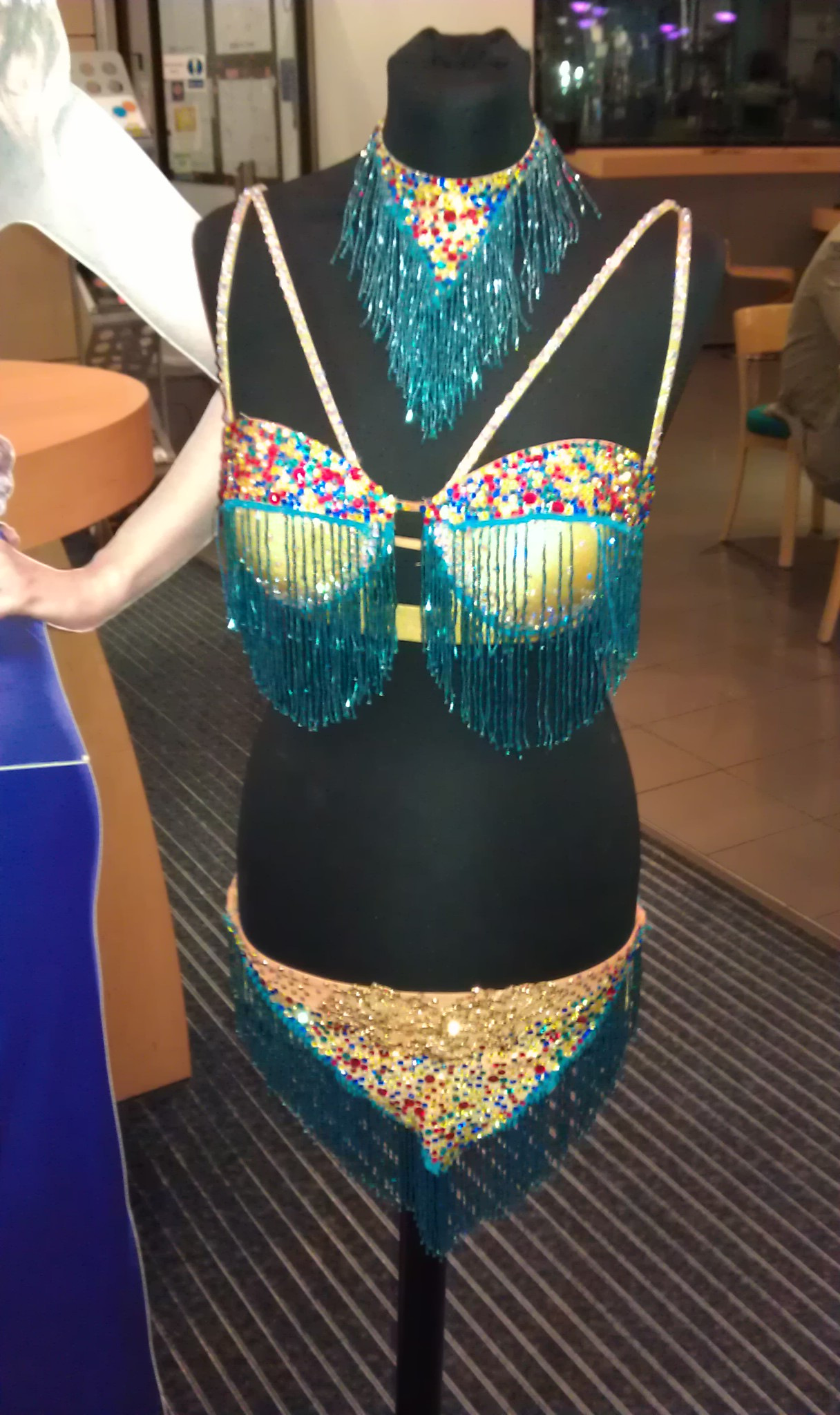
El vestido que llevó Vilani en la serie 8, mostrado en el Centro de Televisión de la BBC, en Birmingham

Vilani participó por primera vez en Strictly Come Dancing en la serie 7 en 2009, donde fue pareja del presentador Rav Wilding, ellos fueron eliminados en la tercera semana y quedaron en el decimocuarto puesto. En 2010, apareció por primera vez en el Strictly Come Dancing Live Tour donde fue pareja del actor Ricky Groves. Ese mismo año fue pareja del presentador de televisión Matt Baker para la serie 8, con quien logró llegar a la final ubicándose en el segundo puesto, detrás de Kara Tointon y Artem Chigvintsev. Vilani y Baker ganaron el Strictly Come Dancing Live Tour de 2011.
Regreso en 2011 para la serie 9 del programa, donde fue emparejada con el baterista de McFly, Harry Judd, logrando llegar hasta la final y ganando la competición. Ambos también compitieron y ganaron el Strictly Come Dancing Live Tour de 2012. Para la serie de 10 tuvo como pareja al presentador de televisión Johnny Ball, pero debido a una lesión tuvo que retirase del programa, siendo reemplazada por Iveta Lukosiute quien fue eliminada en la segunda semana con Ball. Vilani, sin embargo, formó parte del Especial de Navidad de 2012, junto al exfutbolista Fabrice Muamba.
En 2013, se anunció que Vilani no competiría para la serie 11, sin embargo, debido a que la bailarina profesional Natalie Lowe tuvo una lesión, Vilani la reemplazó, teniendo como pareja al campeón de golf Tony Jacklin, pero fueron la primera pareja en ser eliminada, quedando en el decimoquinto puesto. Vilani apareció en una corta edición especial del programa junto a Jayne Torvill y Christopher Dean, grabada para apoyar a la caridad de la BBC, Children in Need, y emitido el 15 de noviembre de 2013. Ella también apareció en el Especial de Navidad de 2013, emparejada con el cantautor Matt Goss.
Vilani regresó para la  serie 12 en 2014, donde su pareja fue el juez de MasterChef, Gregg Wallace, siendo los primeros eliminados el 5 de octubre de 2014, ubicándose en el decimoquinto puesto. En diciembre, ganó el Especial de Navidad junto al gimnasta Louis Smith. En septiembre de 2015, Vilani regresó para la  serie 13 donde fue emparejada con el cantante de The Wanted, Jay McGuiness; ellos llegaron a la final logrando ganar la competencia, convirtiéndola en la primera bailarina profesional en la historia del programa en ganar dos veces. Tiempo después de su victoria, Vilani anunció que no regresaría más al programa.

#### Rendimiento
| Serie | Pareja        | Puesto | Promedio |
| ----- | ------------- | ------ | -------- |
| 7     | Rav Wilding   | 14.º   | 20.33    |
| 8     | Matt Baker    | 2.º    | 34.25    |
| 9     | Harry Judd    | 1.º    | 35.63    |
| 11    | Tony Jacklin  | 15.º   | 14.50    |
| 12    | Gregg Wallace | 15.º   | 18.00    |
| 13    | Jay McGuiness | 1.º    | 34.06    |

- Serie 7 con Rav Wilding

| Semana | Baile / Canción                     | Puntajes de los jueces | Puntajes de los jueces | Puntajes de los jueces | Puntajes de los jueces | Resultado   |
| Semana | Baile / Canción                     | C. R.                  | L. G.                  | A. D.                  | B. T.                  | Resultado   |
| ------ | ----------------------------------- | ---------------------- | ---------------------- | ---------------------- | ---------------------- | ----------- |
| 1      | Tango / «Baby Did a Bad, Bad Thing» | 3                      | 6                      | 5                      | 5                      | Dos últimos |
| 1      | Rumba / «Temptation»                | 4                      | 6                      | 5                      | 7                      | Dos últimos |
| 3      | Quickstep / «We Go Together»        | 3                      | 6                      | 5                      | 6                      | Eliminados  |

- Serie 8 con Matt Baker

| Semana         | Baile / Canción                                                | Puntajes de los jueces | Puntajes de los jueces | Puntajes de los jueces | Puntajes de los jueces | Resultado       |
| Semana         | Baile / Canción                                                | C. R.                  | L. G.                  | A. D.                  | B. T.                  | Resultado       |
| -------------- | -------------------------------------------------------------- | ---------------------- | ---------------------- | ---------------------- | ---------------------- | --------------- |
| 1              | Chachachá / «Ain't No Mountain High Enough»                    | 7                      | 8                      | 8                      | 8                      | Sin eliminación |
| 2              | Foxtrot / «She Said»                                           | 7                      | 8                      | 8                      | 8                      | Salvados        |
| 3              | Quickstep / «Dreaming of You»                                  | 8                      | 7                      | 8                      | 8                      | Salvados        |
| 4              | Charlestón / «42nd Street»                                     | 9                      | 9                      | 9                      | 8                      | Salvados        |
| 5              | Tango argentino / «Bat Out of Hell»                            | 8                      | 8                      | 9                      | 9                      | Salvados        |
| 6              | Vals vienés / «Where the Wild Roses Grow»                      | 8                      | 9                      | 9                      | 9                      | Salvados        |
| 7              | Rumba / «Too Lost in You»                                      | 8                      | 9                      | 9                      | 9                      | Salvados        |
| 8              | Samba / «Young Hearts Run Free»                                | 9                      | 9                      | 10                     | 10                     | Salvados        |
| 9              | American smooth / «Empire State of Mind (Part II) Broken Down» | 8                      | 8                      | 8                      | 9                      | Salvados        |
| 10             | Jive / «Soul Bossa Nova»                                       | 8                      | 9                      | 9                      | 9                      | Salvados        |
| 11 (Semifinal) | Salsa / «Spinning Around»                                      | 7                      | 7                      | 7                      | 7                      | Salvados        |
| 11 (Semifinal) | Maratón de Swing / «In the Mood»                               | 4 puntos extras        | 4 puntos extras        | 4 puntos extras        | 4 puntos extras        | Salvados        |
| 11 (Semifinal) | Tango / «Hung Up»                                              | 9                      | 10                     | 10                     | 9                      | Salvados        |
| 12 (Final)     | Samba / «Young Hearts Run Free»                                | 9                      | 9                      | 10                     | 10                     | Salvados        |
| 12 (Final)     | Showdance / «I Like the Way (You Move)»                        | 7                      | 9                      | 9                      | 9                      | Salvados        |
| 12 (Final)     | Pasodoble / «Don't Let Me Be Misunderstood»                    | 9                      | 8                      | 9                      | 9                      | Segundo puesto  |
| 12 (Final)     | Vals vienés / «Where the Wild Roses Grow»                      | 9                      | 9                      | 10                     | 9                      | Segundo puesto  |

- Serie 9 con Harry Judd

| Semana                                                                | Baile / Canción                                | Puntajes de los jueces | Puntajes de los jueces | Puntajes de los jueces | Puntajes de los jueces | Resultado       |
| Semana                                                                | Baile / Canción                                | C. R.                  | L. G.                  | A. D.                  | B. T.                  | Resultado       |
| --------------------------------------------------------------------- | ---------------------------------------------- | ---------------------- | ---------------------- | ---------------------- | ---------------------- | --------------- |
| 1                                                                     | Chachachá / «Moves Like Jagger»                | 6                      | 7                      | 8                      | 7                      | Sin eliminación |
| 2                                                                     | Foxtrot / «Just the Way You Are»               | 6                      | 6                      | 8                      | 7                      | Salvados        |
| 3                                                                     | Jive / «Greased Lightnin»                      | 8                      | 8                      | 9                      | 8                      | Salvados        |
| 4                                                                     | Vals / «Come Away with Me»                     | 8                      | 8                      | 10                     | 9                      | Salvados        |
| 5                                                                     | Tango / «Psycho Killer»                        | 8                      | 7                      | 10                     | 9                      | Salvados        |
| 6                                                                     | Samba / «I Wish»                               | 8                      | 91                     | 8                      | 8                      | Salvados        |
| 7                                                                     | Tango argentino / «Asi se Baila el Tango»      | 9                      | 8                      | 10                     | 10                     | Salvados        |
| 8                                                                     | Salsa / «I'm Still Standing»                   | 8                      | 8                      | 9                      | 9                      | Salvados        |
| 9                                                                     | Quickstep / «Don't Get Me Wrong»               | 9                      | 10                     | 10                     | 10                     | Salvados        |
| 9                                                                     | Maratón de Swing / «Chattanooga Choo Choo»     | 7 puntos extras        | 7 puntos extras        | 7 puntos extras        | 7 puntos extras        | Salvados        |
| 10                                                                    | Rumba / «(Everything I Do) I Do It for You»    | 9                      | 9                      | 9                      | 9                      | Salvados        |
| 11 (Semifinal)                                                        | Vals vienés / «This Year's Love»               | 9                      | 10                     | 10                     | 10                     | Salvados        |
| 11 (Semifinal)                                                        | Charlestón / «I'm Just Wild About Harry»       | 9                      | 10                     | 10                     | 10                     | Salvados        |
| 12 (Final)                                                            | Quickstep / «Don't Get Me Wrong»               | 10                     | 10                     | 10                     | 10                     | Salvados        |
| 12 (Final)                                                            | Showdance / «Great Balls of Fire»              | 9                      | 9                      | 10                     | 9                      | Salvados        |
| 12 (Final)                                                            | American smooth / «Can't Help Falling in Love» | 9                      | 10                     | 10                     | 10                     | Ganadores       |
| 12 (Final)                                                            | Tango argentino / «Asi se Baila el Tango»      | 10                     | 10                     | 10                     | 10                     | Ganadores       |
| 1Puntaje dado por la juez invitada Jennifer Grey en lugar de Goodman. |                                                |                        |                        |                        |                        |                 |

- Serie 11 con Tony Jacklin

| Semana | Baile / Canción                                                   | Puntajes de los jueces | Puntajes de los jueces | Puntajes de los jueces | Puntajes de los jueces | Resultado       |
| Semana | Baile / Canción                                                   | C. R.                  | D. B.                  | L. G.                  | B. T.                  | Resultado       |
| ------ | ----------------------------------------------------------------- | ---------------------- | ---------------------- | ---------------------- | ---------------------- | --------------- |
| 1      | Vals / «What'll I Do»                                             | 2                      | 5                      | 5                      | 4                      | Sin eliminación |
| 2      | Charlestón / «It Don't Mean a Thing (If It Ain't Got That Swing)» | 2                      | 4                      | 4                      | 3                      | Eliminados      |

- Serie 12 con Gregg Wallace

| Semana | Baile / Canción                  | Puntajes de los jueces | Puntajes de los jueces | Puntajes de los jueces | Puntajes de los jueces | Resultado       |
| Semana | Baile / Canción                  | C. R.                  | D. B.                  | L. G.                  | B. T.                  | Resultado       |
| ------ | -------------------------------- | ---------------------- | ---------------------- | ---------------------- | ---------------------- | --------------- |
| 1      | Chachachá / «Hot n Cold»         | 3                      | 5                      | 5                      | 5                      | Sin eliminación |
| 2      | Charlestón / «Hey, Good Lookin'» | 3                      | 5                      | 5                      | 5                      | Eliminados      |

- Serie 13 con Jay McGuiness

| Semana         | Baile / Canción                                          | Puntajes de los jueces | Puntajes de los jueces | Puntajes de los jueces | Puntajes de los jueces | Resultado       |
| Semana         | Baile / Canción                                          | C. R.                  | D. B.                  | L. G.                  | B. T.                  | Resultado       |
| -------------- | -------------------------------------------------------- | ---------------------- | ---------------------- | ---------------------- | ---------------------- | --------------- |
| 1              | Chachachá / «Reach Out I'll Be There»                    | 5                      | 8                      | 7                      | 7                      | Sin eliminación |
| 2              | Vals / «See the Day»                                     | 7                      | 8                      | 8                      | 8                      | Salvados        |
| 3              | Jive / «Misirlou» & «You Never Can Tell»                 | 9                      | 9                      | 9                      | 10                     | Salvados        |
| 4              | Quickstep / «My Generation»                              | 5                      | 7                      | 6                      | 7                      | Salvados        |
| 5              | Pasodoble / «It's My Life»                               | 8                      | 9                      | 8                      | 8                      | Salvados        |
| 6              | American smooth / «Li'l Red Riding Hood»                 | 8                      | 9                      | 8                      | 9                      | Salvados        |
| 7              | Tango argentino / «Diferente»                            | 8                      | 9                      | 8                      | 9                      | Salvados        |
| 8              | Foxtrot / «Lay Me Down»                                  | 6                      | 8                      | 8                      | 8                      | Salvados        |
| 9              | Salsa / «Cuba»                                           | 9                      | 9                      | 9                      | 9                      | Salvados        |
| 10             | Tango / «When Doves Cry»                                 | 9                      | 10                     | 9                      | 10                     | Salvados        |
| 10             | Maratón de Quickstep / «Sing, Sing, Sing (With a Swing)» | 3 puntos extras        | 3 puntos extras        | 3 puntos extras        | 3 puntos extras        | Salvados        |
| 11             | Rumba / «Falling Slowly»                                 | 9                      | 10                     | 10                     | 10                     | Salvados        |
| 12 (Semifinal) | Vals vienés / «Have You Ever Really Loved a Woman?»      | 8                      | 9                      | 8                      | 9                      | Salvados        |
| 12 (Semifinal) | Charlestón / «Doctor Jazz»                               | 9                      | 9                      | 9                      | 10                     | Salvados        |
| 13 (Final)     | Quickstep / «My Generation»                              | 9                      | 9                      | 9                      | 9                      | Ganadores       |
| 13 (Final)     | Showdance / «Can't Feel My Face»                         | 8                      | 9                      | 9                      | 9                      | Ganadores       |
| 13 (Final)     | Pasodoble / «It's My Life»                               | 9                      | 10                     | 10                     | 10                     | Ganadores       |

## Vida personal
En 2014, se casó con el director de ventas irlandés Vincent Kavanagh y en julio de 2007 dieron la bienvenida a su primera hija juntos.